# Collegio di Wolverhampton West
Wolverhampton West è un collegio elettorale inglese situato nella contea delle West Midlands, nelle Midlands Occidentali, rappresentato alla Camera dei comuni del Parlamento del Regno Unito. Elegge un membro del parlamento con il sistema first-past-the-post, ossia maggioritario a turno unico; l'attuale parlamentare è Warinder Juss del Partito Laburista, che rappresenta il collegio dal 2024.

## Estensione
- 1885-1918: i confini originali del collegio vennero stabiliti con il Redistribution of Seats Act 1885; il collegio comprendeva sei ward del borgo municipale di Wolverhampton (St. Mark's, St. Paul's, St. John's, St. George's e St. Matthew's) e la vicina area di Ettingshall che sorgeva fuori dal borgo.[1]
- 1918-1950: il Representation of the People Act 1918 ridisegnò i collegi in Gran Bretagna e Irlanda. L'estensione municipale di Wolverhampton era aumentata, e nel frattempo era divenuta un borgo di contea. Il collegio di Wolverhampton West venne ridefinito in modo da comprendere nove ward del borgo: Blakenhall, Dunstall, Graiseley, Merridale, Park, St. George's, St. John's, St. Mark's e St. Matthew's.[2]
- dal 2024: il collegio comprende i seguenti ward della città di Wolverhampton: Blakenhall; Graiseley; Merry Hill; Oxley; Park; Penn; St. Peter's; Tettenhall Regis e Tettenhall Wightwick.[3]

## Membri del parlamento
| Elezione | Elezione    | Deputato                  | Partito                |
| -------- | ----------- | ------------------------- | ---------------------- |
|          | 1885        | Alfred Hickman            | Conservatore           |
|          | 1886        | William Chichele Plowden  | Liberale               |
|          | 1892        | Alfred Hickman            | Conservatore           |
|          | 1906        | Thomas Frederick Richards | Laburista              |
|          | Gen 1910    | Alfred Bird               | Conservatore           |
| 1922 (S) | Robert Bird |                           | Conservatore           |
|          | 1929        | William Brown             | Laburista              |
|          | 1929        | William Brown             | Indipendente Laburista |
|          | 1931        | Robert Bird               | Conservatore           |
|          | 1945        | Billy Hughes              | Laburista              |
|          | 1950        | Collegio abolito          | Collegio abolito       |
|          | 2024        | Collegio ri-istituito     | Collegio ri-istituito  |
|          | 2024        | Warinder Juss             | Laburista              |

## Elezioni

### Elezioni negli anni 2020
| Partito                    | Partito                                      | Candidato                  | Risultati 4 luglio 2024 | Risultati 4 luglio 2024 |
| Partito                    | Partito                                      | Candidato                  | Voti                    | %                       |
| -------------------------- | -------------------------------------------- | -------------------------- | ----------------------- | ----------------------- |
|                            | Laburista                                    | Warinder Juss              | 19 331                  | 44,28                   |
|                            | Conservatore                                 | Mike Newton                | 11 463                  | 26,26                   |
|                            | Reform UK                                    | Donald Brookes             | 6 078                   | 13,92                   |
|                            | Verdi                                        | Andrea Cantrill            | 2 550                   | 5,84                    |
|                            | Indepenent Network                           | Celia Hibbert              | 1 395                   | 3,20                    |
|                            | Lib Dem                                      | Phillip Howells            | 1 376                   | 3,15                    |
|                            | Indipendente                                 | Zahid Shah                 | 888                     | 2,03                    |
|                            | Workers                                      | Vikas Chopra               | 576                     | 1,32                    |
|                            |                                              |                            |                         |                         |
| Iscritti                   | Iscritti                                     | Iscritti                   | 77 851                  | 100,00                  |
| ↳ Votanti (% su iscritti)  | ↳ Votanti (% su iscritti)                    | ↳ Votanti (% su iscritti)  | 43 657                  | 56,08                   |
| ↳ Astenuti (% su iscritti) | ↳ Astenuti (% su iscritti)                   | ↳ Astenuti (% su iscritti) | 34 194                  | 43,92                   |
|                            |                                              |                            |                         |                         |
|                            | Esito: collegio a Laburista (nuovo collegio) |                            |                         |                         |